# Suzannah Lipscomb
Suzannah Rebecca Gabriella Lipscomb (Barnes, 7 dicembre 1978) è una storica e conduttrice televisiva britannica.
Ha scritto diversi libri ed è apparsa in vari programmi televisivi e radiofonici sul tema della storia britannica.
La sua ricerca si concentra sul Cinquecento, sia nella storia inglese che in quella francese, e copre la storia religiosa, di genere, politica, sociale e psicologica. Ha anche scritto e parlato di processi alle streghe britannici ed europei e per molti anni ha contribuito con una rubrica fissa alla rivista History Today.

## Biografia
Nata nel dicembre 1978,  Suzannah Lipscomb è cresciuta nel Surrey vicino a Hampton Court Palace, a cui attribuisce il merito di aver seminato "i semi di un fascino permanente per i Tudor". Ha studiato alla Nonsuch High School for Girls, all'Epsom College e ai college Lincoln e Balliol dell'Università di Oxford.
Nel 2009 ha conseguito il dottorato in filosofia a Oxford.

## Opere
- Henry VIII: 500 Facts, by Brett Dolman, Suzannah Lipscomb, Lee Prosser, David Souden and Lucy Worsley. Historic Royal Palaces, 2009. ISBN 978-1-873993-12-5.
- 1536: The Year that Changed Henry VIII, Lion Hudson, 2009. ISBN 978-0-7459-5365-6[10].
- A Visitor's Companion to Tudor England, Ebury, Random House, 2012. ISBN 978-0-09-194484-1[11]. Published in the United States as A Journey Through Tudor England, by Pegasus Books, juillet 2013. ISBN 978-1-60598-460-5[12] · [13] · [14].
- Lipscomb Suzannah, Henry VIII and the court : art, politics and performance, a cura di Thomas Betteridge, Farnham, Surrey, Ashgate, 2013, ISBN 978-1-4094-1185-7.
- The King is Dead: The Last Will and Testament of Henry VIII, Head of Zeus, Londres, novembre 2015. ISBN 978-1-78408-191-1